# Sundae

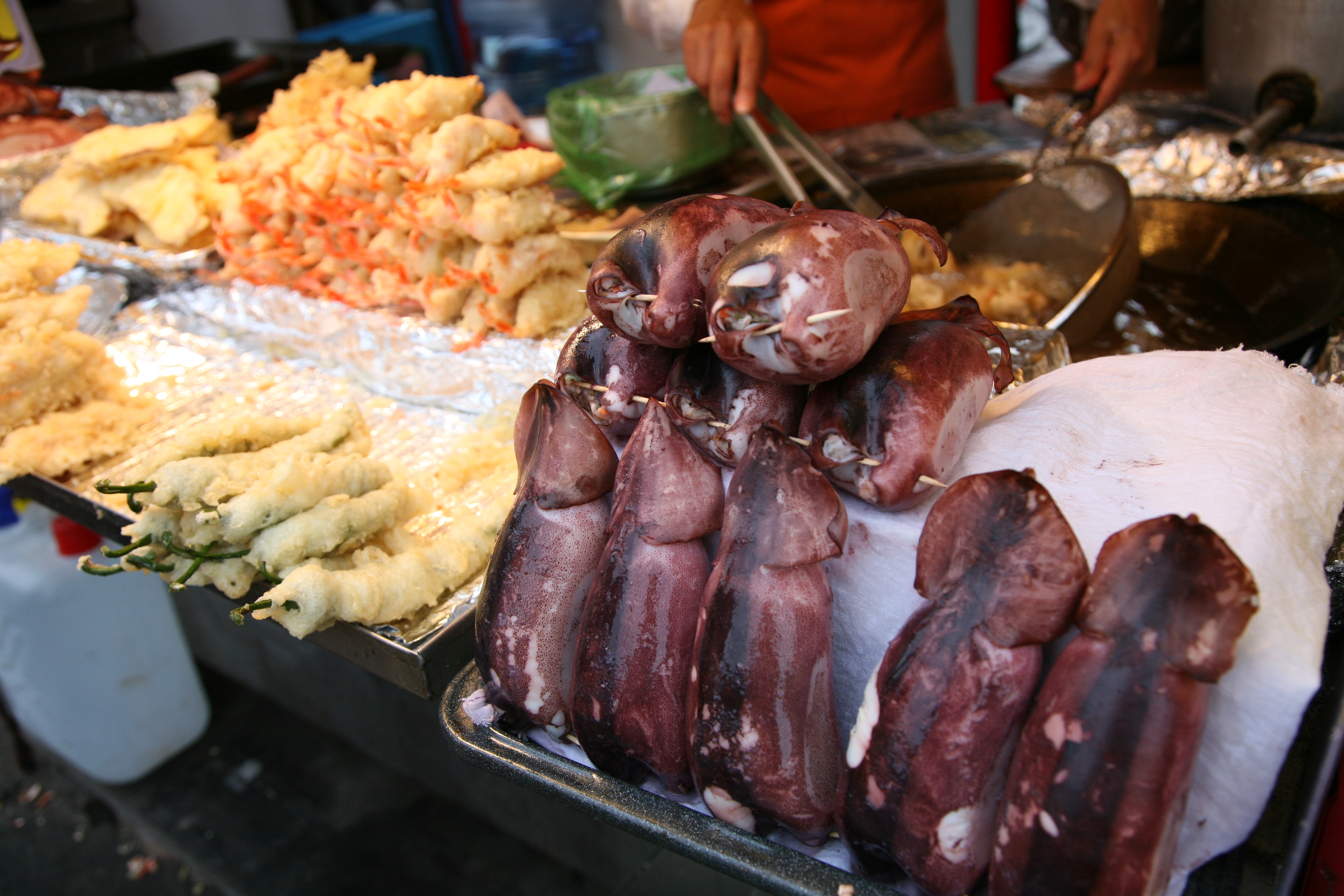
Sundaes in Körper von Tintenfischen gefüllt

Sundae ist eine koreanische Wurst. Es gibt zwei Grundtypen, die je nach Region und Zutaten unterschiedlich schmecken: eine Art Blutwurst in Südkorea (insbesondere auf der Insel Jeju) und eine Sundae, die mit Getreide und Gemüse gefüllt wird. Die eine Art wird aus Reis, Klebreis und Hirse zusammen mit Gemüse und Kräutern wie Sojasprossen, Lauch, Knoblauch, Sesamblättern, Schnittlauch, Ingwer handgefertigt und die andere mit Hackfleisch, geronnenem Rinderblut, Tofu, Klebreis und verschiedenen Gewürzen hergestellt. Die Masse wird in eine Wursthülle gefüllt, an beiden Enden zugebunden und gekocht. Des Weiteren sind Varianten von Fisch oder Meeresfrüchten möglich. In der Region Gangwon ist Sundae aus Tintenfisch beliebt, in der Region Hamgyeong aus dem Fleisch des Alaska-Pollacks.
Die Wurstmassen können je nach Wurstart in Därme von Rind oder Schwein bzw. in die Körper von Tintenfischen oder Pollacks gefüllt werden. Industriell hergestellte Sundae in Kunstdärmen sind meist preisgünstig mit Reisnudeln gefüllt und werden als Streetfood verkauft.
Gekochte Sundae werden vor dem Verzehr in Saucen mit Chilipulver, Garnelensauce, Sojasauce oder Bohnenpaste getaucht. In einigen Regionen werden über zwanzig verschiedene Zutaten in die Füllung gegeben, darunter häufig regionale Produkte wie Ginseng, Deodeok und auch Äpfel. Sundae kann auch gebraten oder in der Suppe serviert werden.